# Wodnyj Stadion
Wodnyj Stadion (ros. Водный стадион – Wodny stadion) – stacja moskiewskiego metra linii Zamoskworieckiej (kod 040) położona w północnym okręgu administracyjnym Moskwy w rejonie Gołowinskij. Nazwa pochodzi od pobliskiego Stadionu Wodnego otwartego w 1935 roku. Wyjścia prowadzą na Szosę Gołowinskoje, Kronsztadtskij Bulwar i ulicę Admirała Makarowa.

## Konstrukcja i wystrój
Jednopoziomowa, płytka stacja kolumnowa z jednym peronem. Zbudowana według standardowego projektu z lat 60. metodą otwartych wykopów. Posiada dwa rzędny 40 kolumn pokrytych szarym marmurem. Ściany nad torami obłożono białymi i niebieskimi płytkami ceramicznymi, a podłogi szarym granitem.